# Couleurs nationales de l'Allemagne

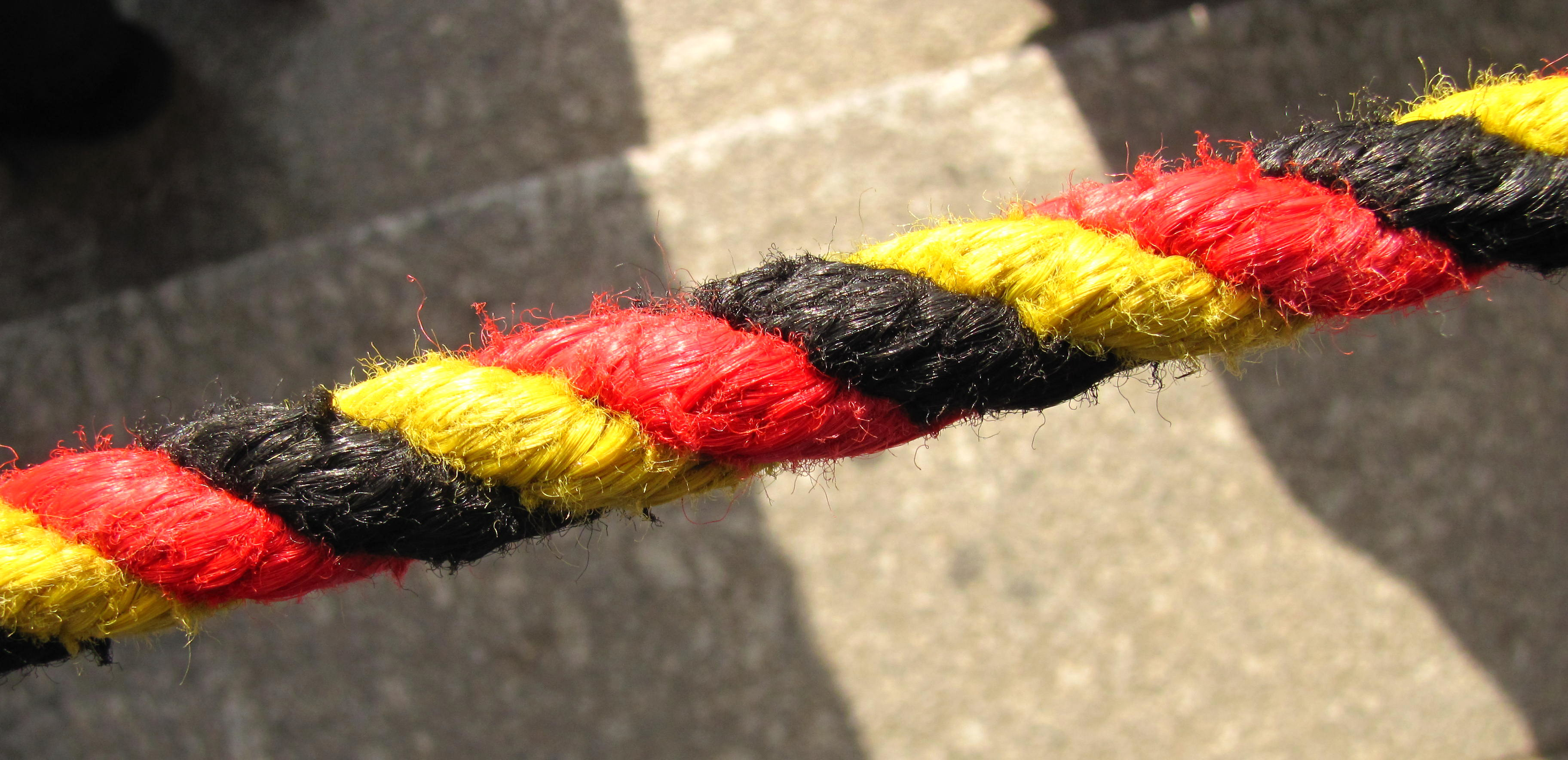
Cordon de séparation aux couleurs du drapeau de l’Allemagne à l'entrée du Bundestag.

Les couleurs nationales de l'Allemagne sont le noir, rouge et or (en allemand : Schwarz-Rot-Gold). Selon l'article 22 de la Loi fondamentale de la République fédérale d'Allemagne ces couleurs sont celles du drapeau de l'Allemagne. 

## Historique
Les couleurs ont leur origine dans la campagne d'Allemagne contre la France de Napoléon en 1813, et dans les « guerres de libération » (Befreiungskriege) qui s'ensuivirent. Un lien direct à l'héraldique du Saint-Empire romain germanique n'a pas été prouvé. En 1815 à Iéna, le mouvement étudiant des Burschenschaften reprend les couleurs noir-rouge-or sur ses bannières en souvenir du corps franc de Lützow. Ils sont répandus depuis la fête de la Wartbourg en 1817 et, en pleine restauration à l'époque de la Confédération germanique, deviennent le symbole de l'opposition bourgeoise libérale et leur appel à l'unité allemande, à la liberté et à la démocratie. Les drapeaux tricolores apparaissent en grand nombre à la fête de Hambach en 1832. 
À la veille de la révolution de mars en 1848, le Bundestag a déclaré qu'ils étaient les couleurs officielles de la Confédération; le Parlement de Francfort a accordé cette décision par la loi du 12 novembre. Finalement, la révolution a échoué. Après la guerre austro-prussienne de 1866, la confédération de l'Allemagne du Nord, puis l'Empire allemand fut fondée et le drapeau adopté fut le tricolore noir, blanc et rouge. Quand la république de Weimar est fondée en août 1919, afin de marquer la continuité entre le mouvement anti-autocratique du XIXe siècle et la nouvelle république, l'ancien drapeau noir-rouge-or est choisi comme drapeau national dans la constitution. Beaucoup d'Allemands n'apprécient pas ce changement, considérant le nouveau drapeau comme un symbole de l'humiliation ayant suivi la défaite de l'Allemagne durant la Première Guerre mondiale. De nombreux conservateurs désirent le retour des anciennes couleurs, tandis que les monarchistes et l'extrême-droite le réclament avec véhémence, donnant divers sobriquets méprisants au nouveau drapeau. L'ancien drapeau noir-blanc-rouge est réintroduit en 1933 par les nazis. Toutefois, après la Seconde Guerre mondiale, les deux États allemands ont décidé de réintroduire le noir, rouge et or.

## Utilisation
Sous la forme du drapeau de l'Allemagne, le noir, rouge et or est l’emblème national de la République fédérale d'Allemagne. En revanche, l'utilisation de l'ancien drapeau impérial noir-blanc-rouge est presque entièrement occultée par l'usage qu'en fait l'extrême-droite. De manière générale, l'usage des symboles nationaux est relativement faible en Allemagne, en réaction à l'usage généralisé des drapeaux par le parti nazi et au bruyant nationalisme des nazis en général. Les couleurs nationales sont essentiellement utilisées par les autorités lors d'occasion particulières, ou par les citoyens lors d'événements sportifs internationaux. Durant la Coupe du monde de football de 2006, organisée en Allemagne, l'usage public du drapeau national connaît une croissance importante. 
D'autre part, le blanc et le noir (avec plus rarement du rouge) sont encore utilisés par de nombreuses équipes sportives nationales, notamment par l'équipe d'Allemagne de football, en référence à la maison de Hohenzollern régnant sur la Prusse et l'Empire allemand de 1871 à 1914. En sport automobile, l'argent remplace le blanc pour certaines écuries à partir de 1934, aboutissant à la création du terme de Flèches d'Argent.

## Galerie

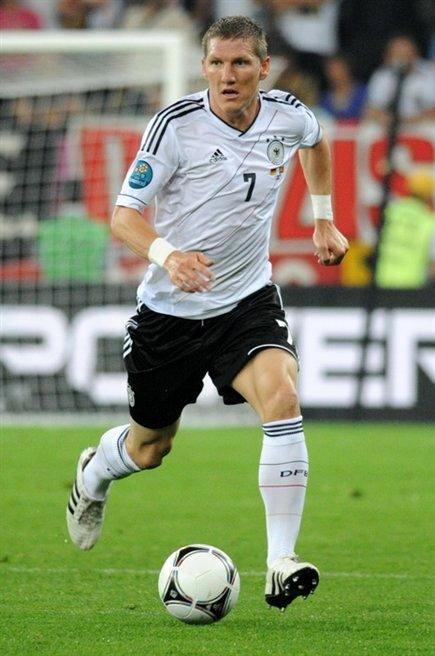
Bastian Schweinsteiger (football).
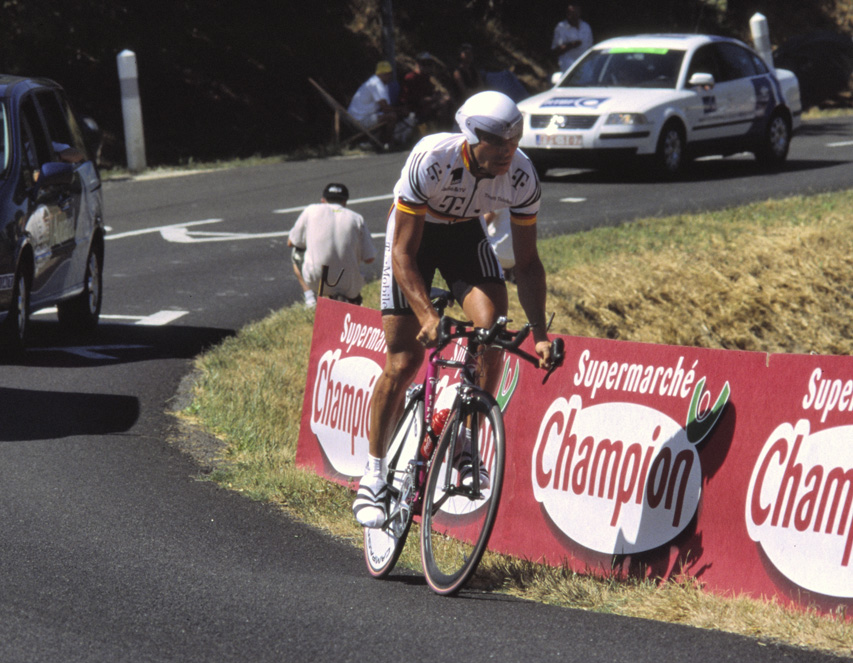
Erik Zabel (cyclisme).
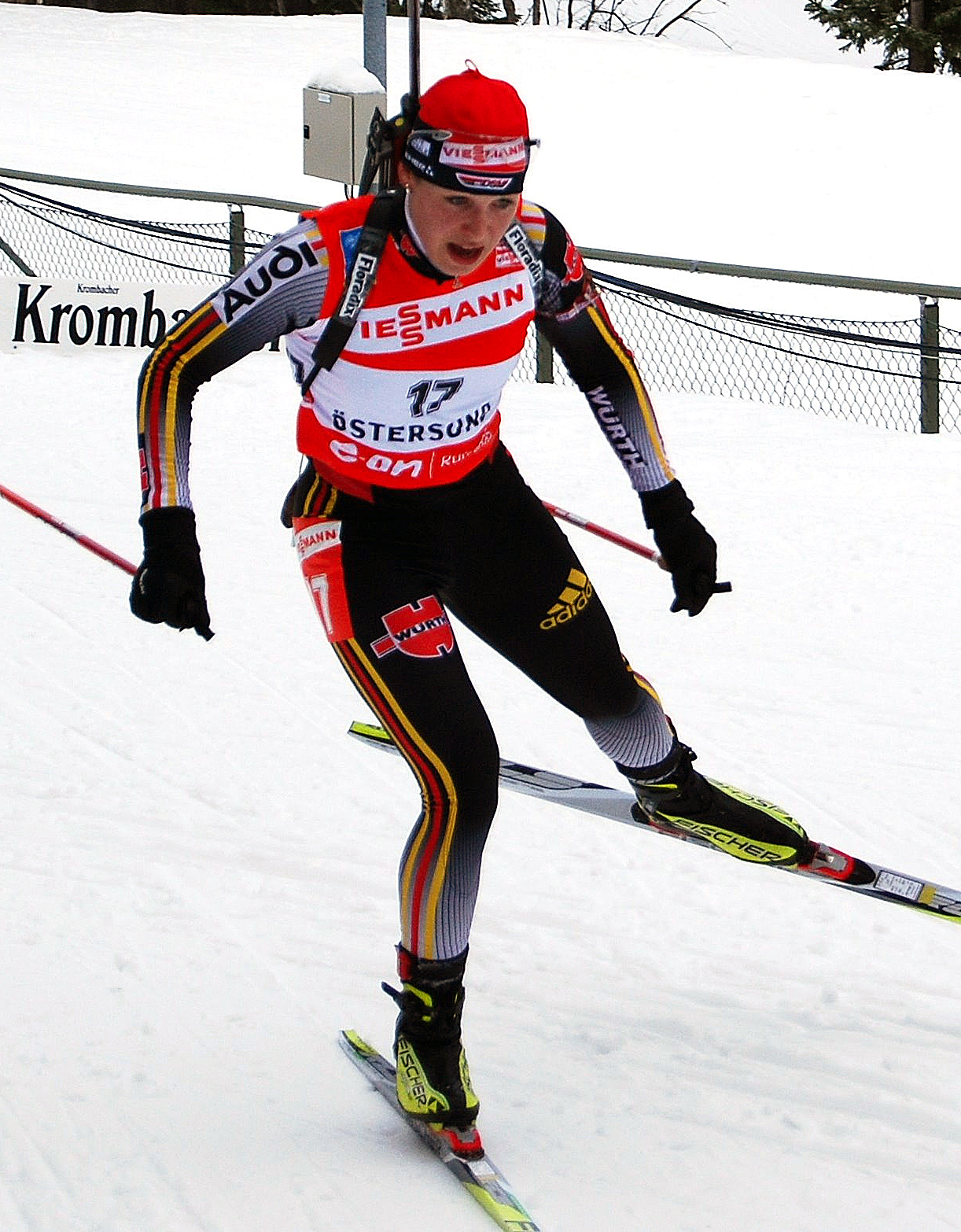
Magdalena Neuner (biathlon).
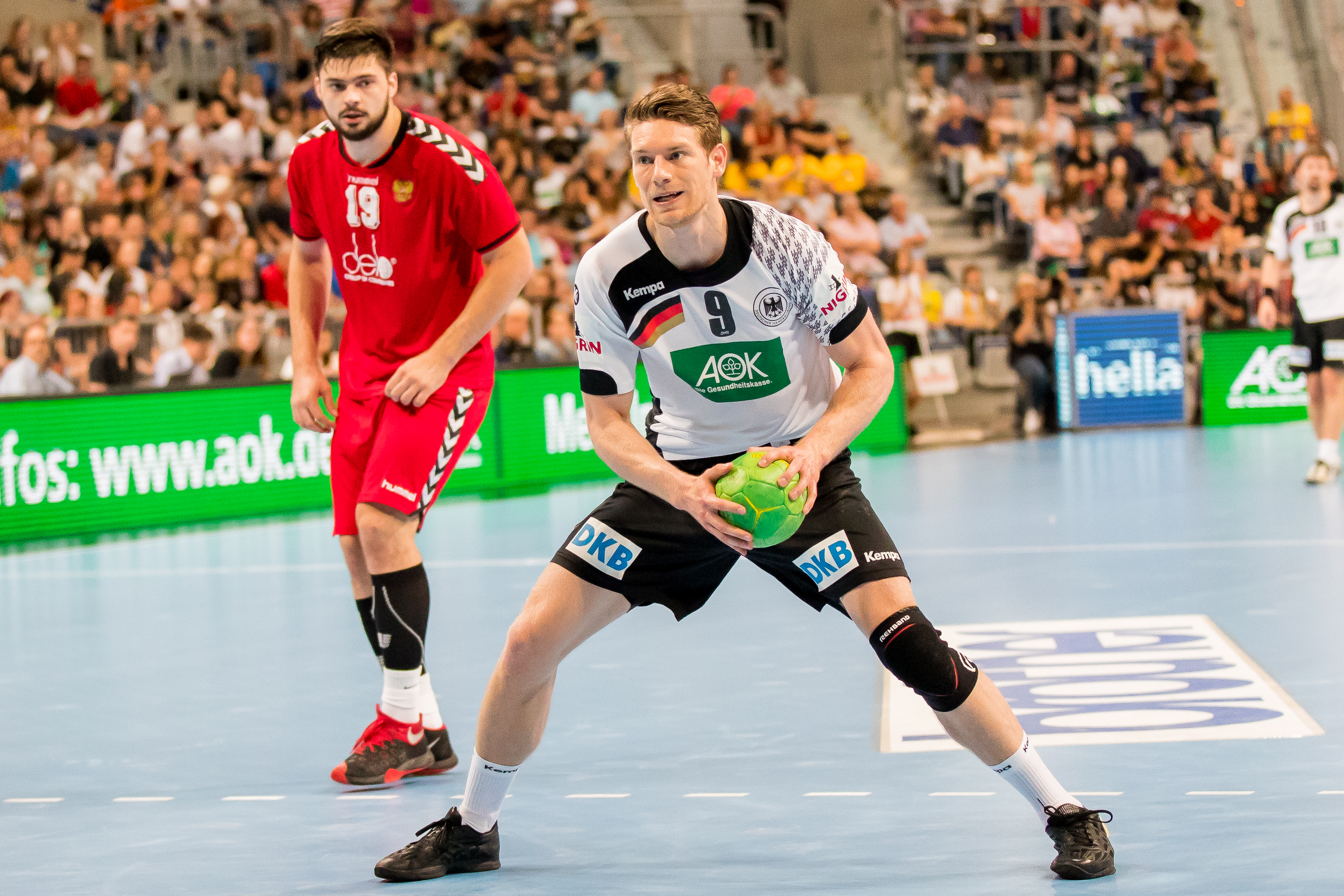
Tobias Reichmann (handball).
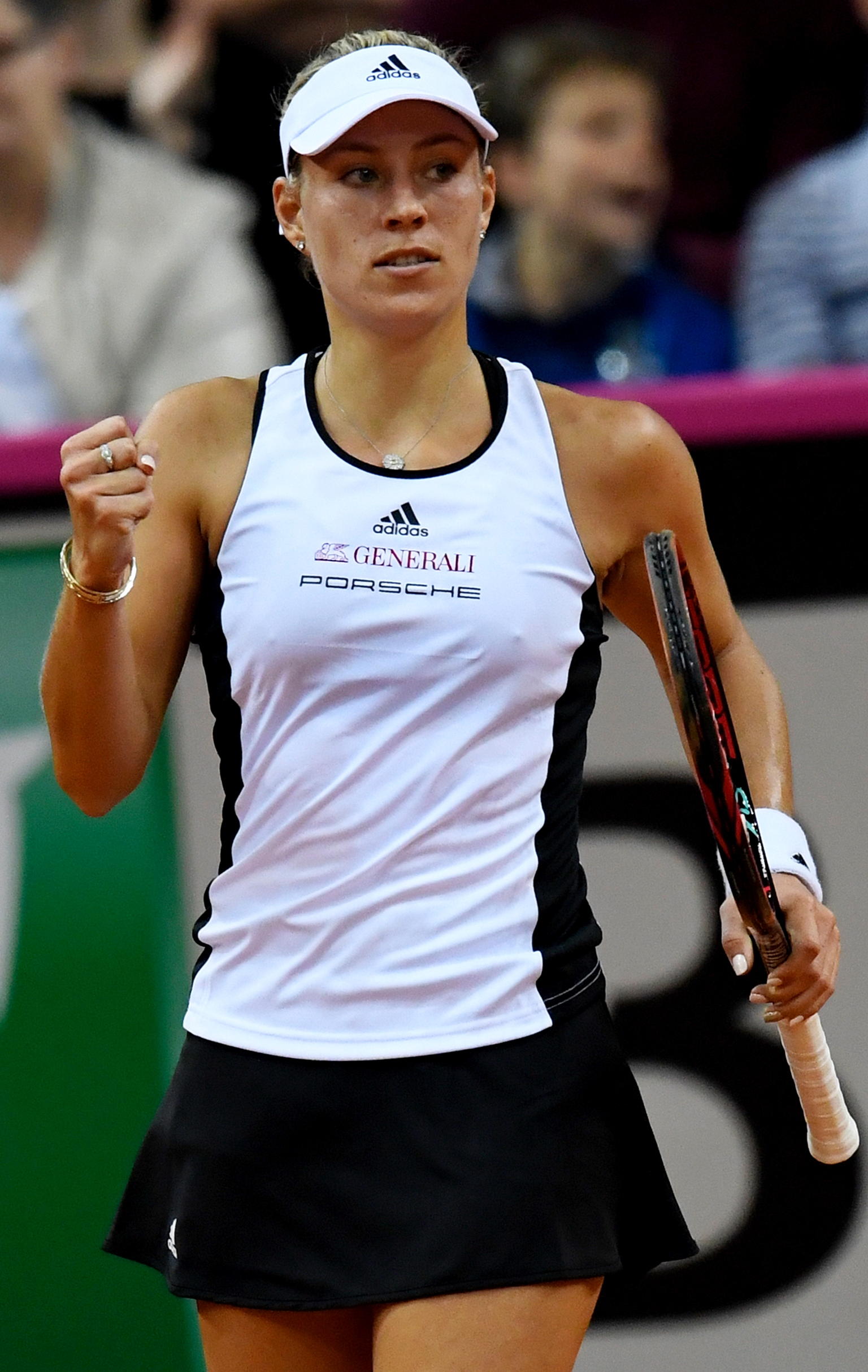
Angelique Kerber (tennis).
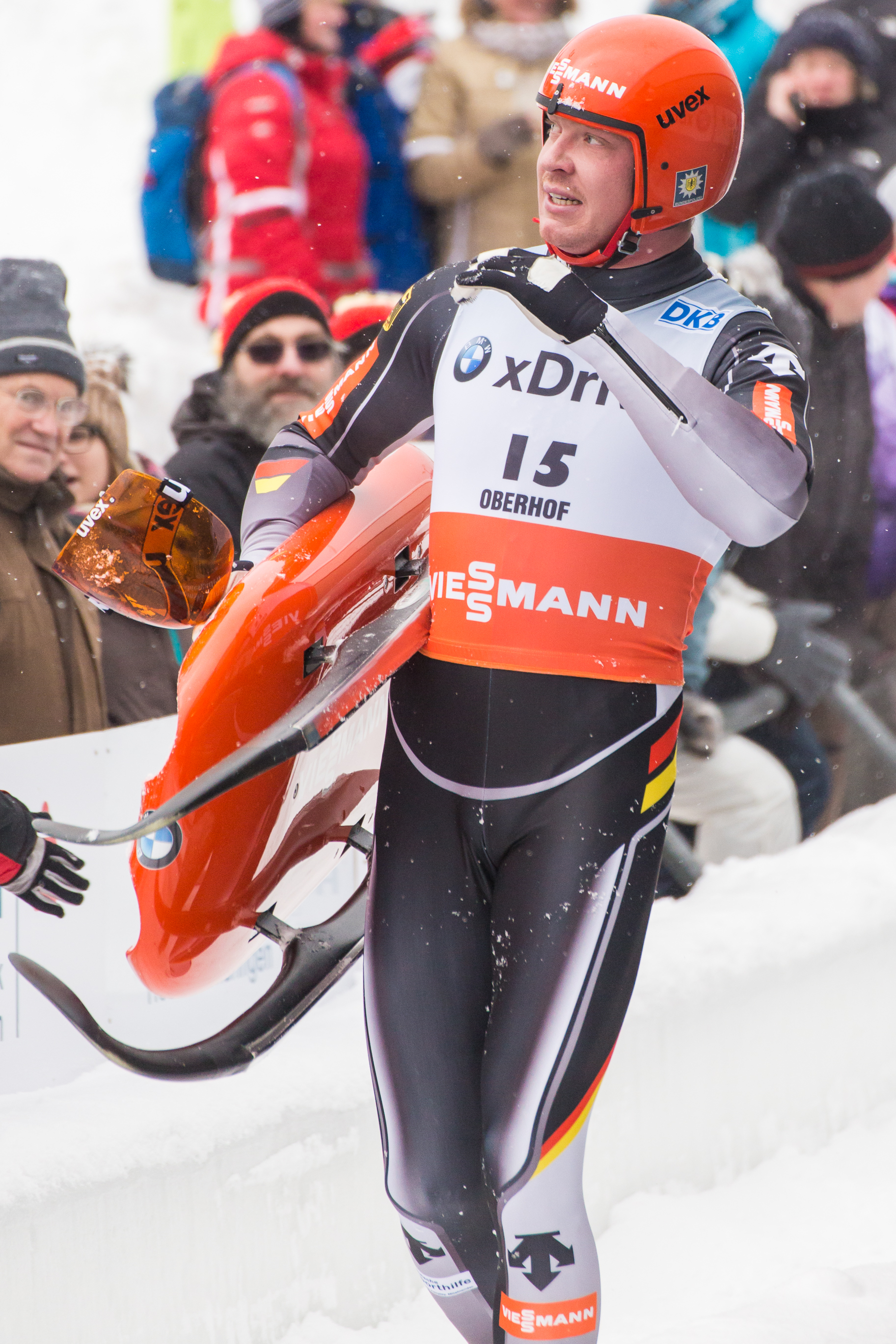
Felix Loch (luge).
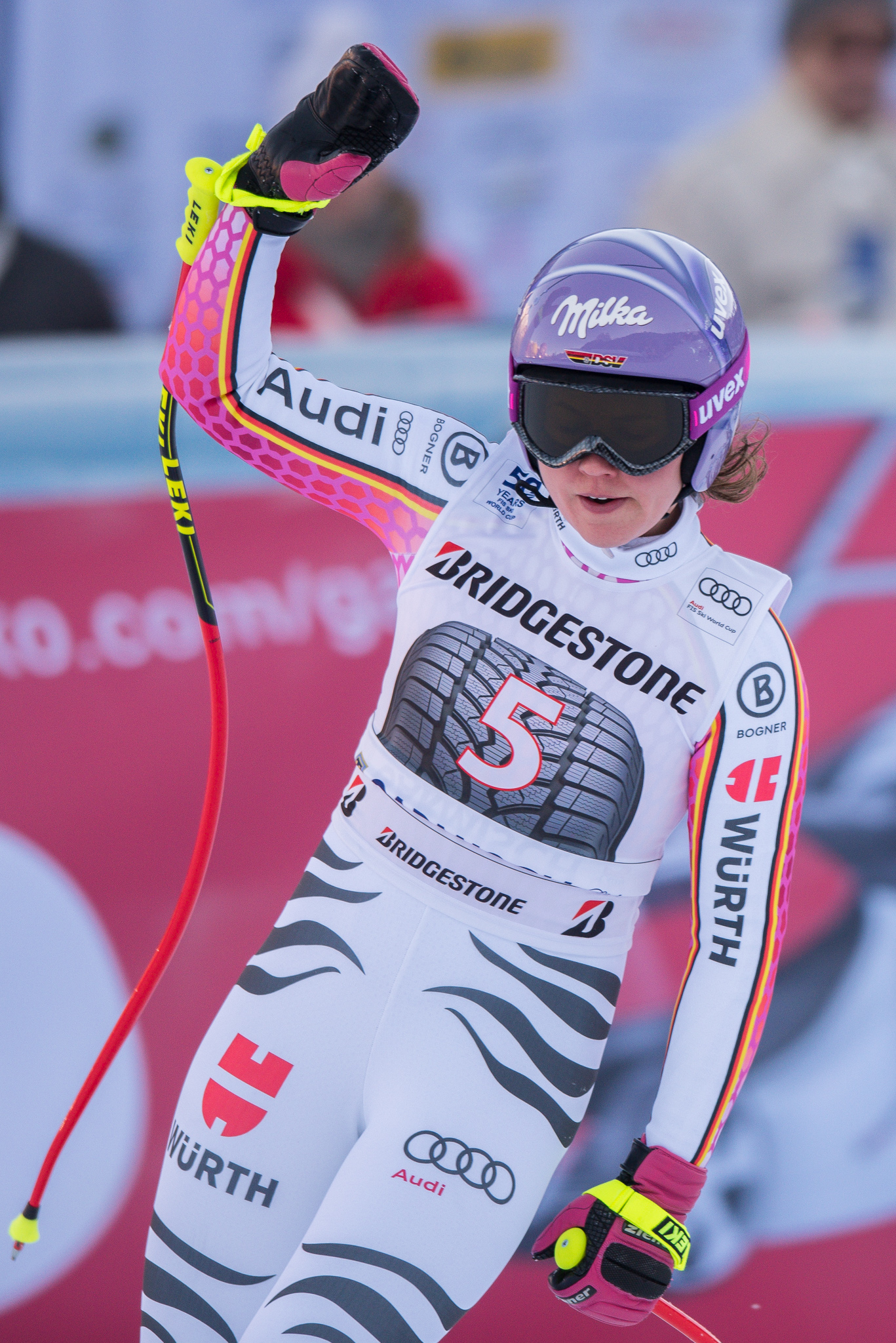
Viktoria Rebensburg (ski alpin).
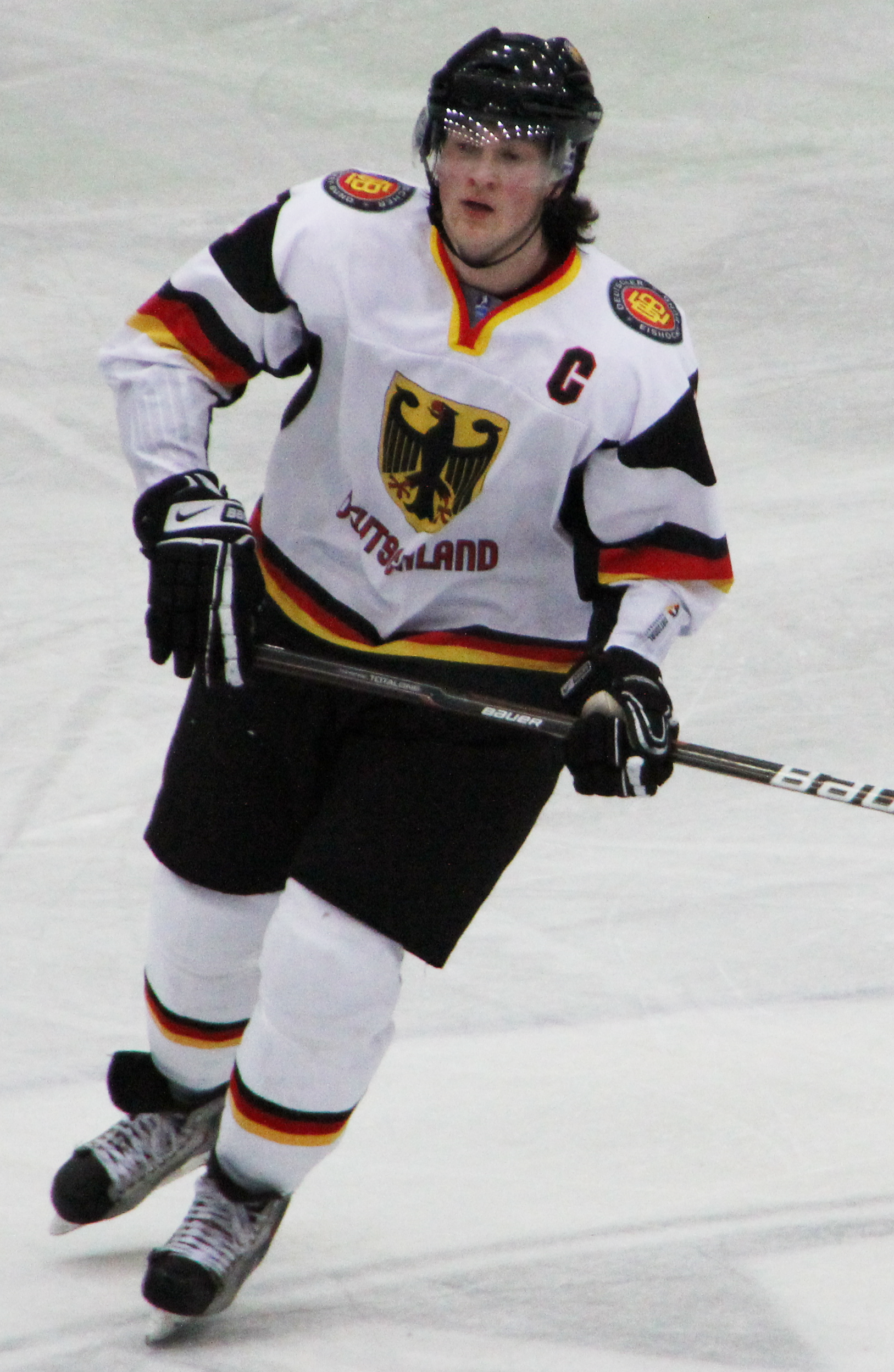
Konrad Abeltshauser (hockey sur glace).
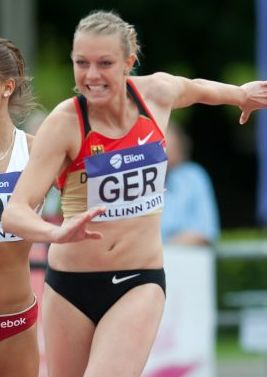
Katharina Grompe (athlétisme).
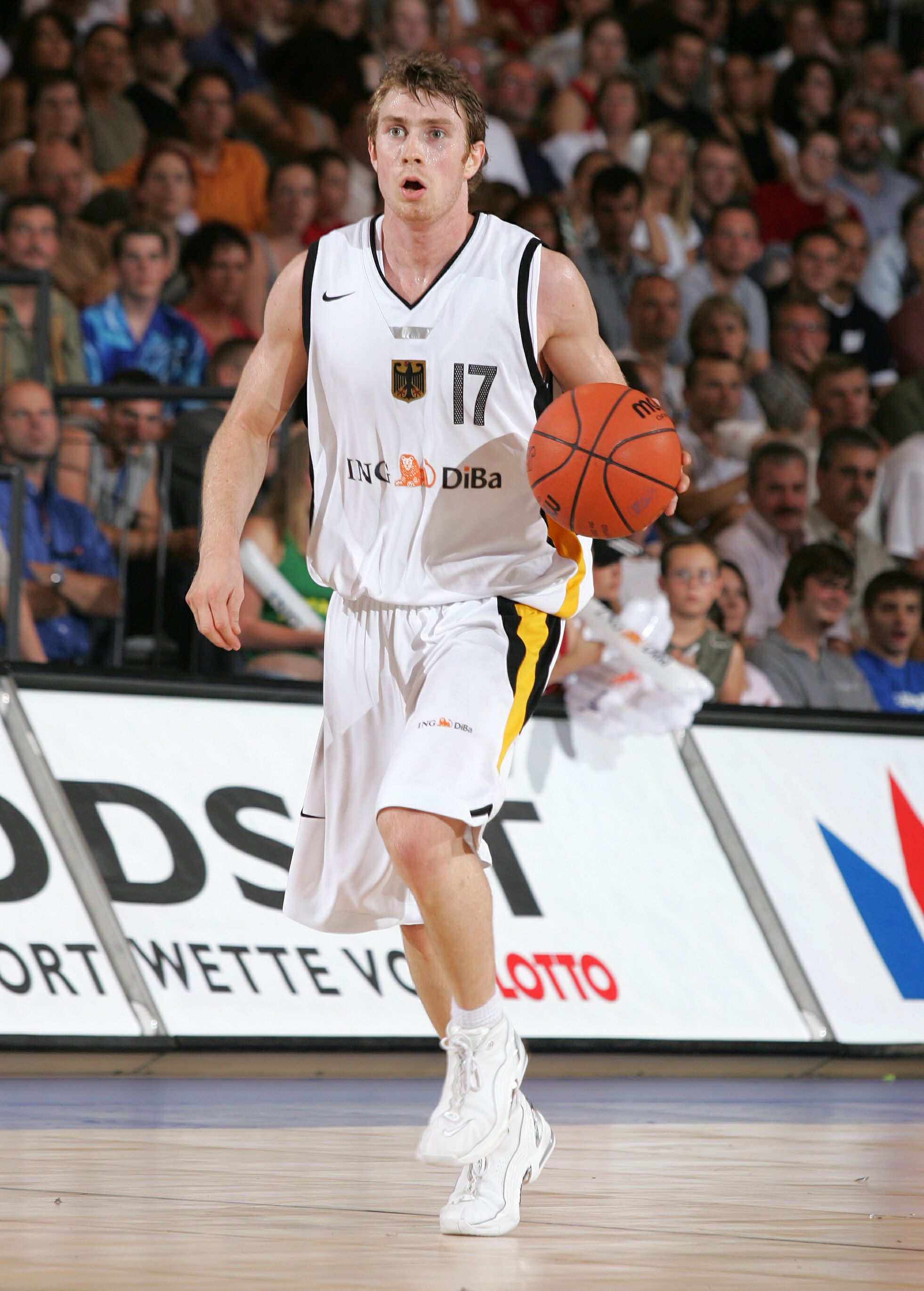
Johannes Strasser (basket-ball).
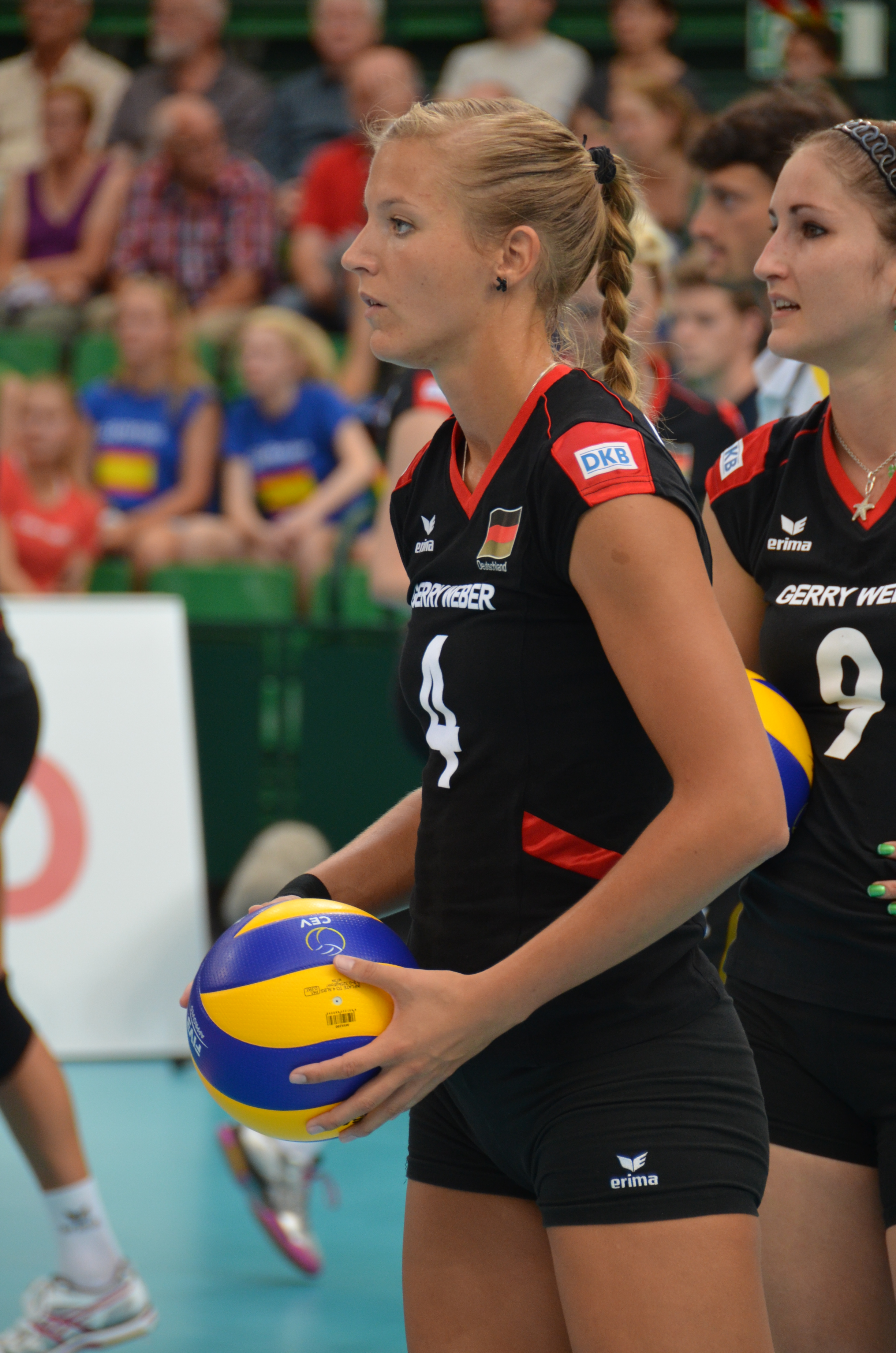
Maren Fromm (volley-ball).
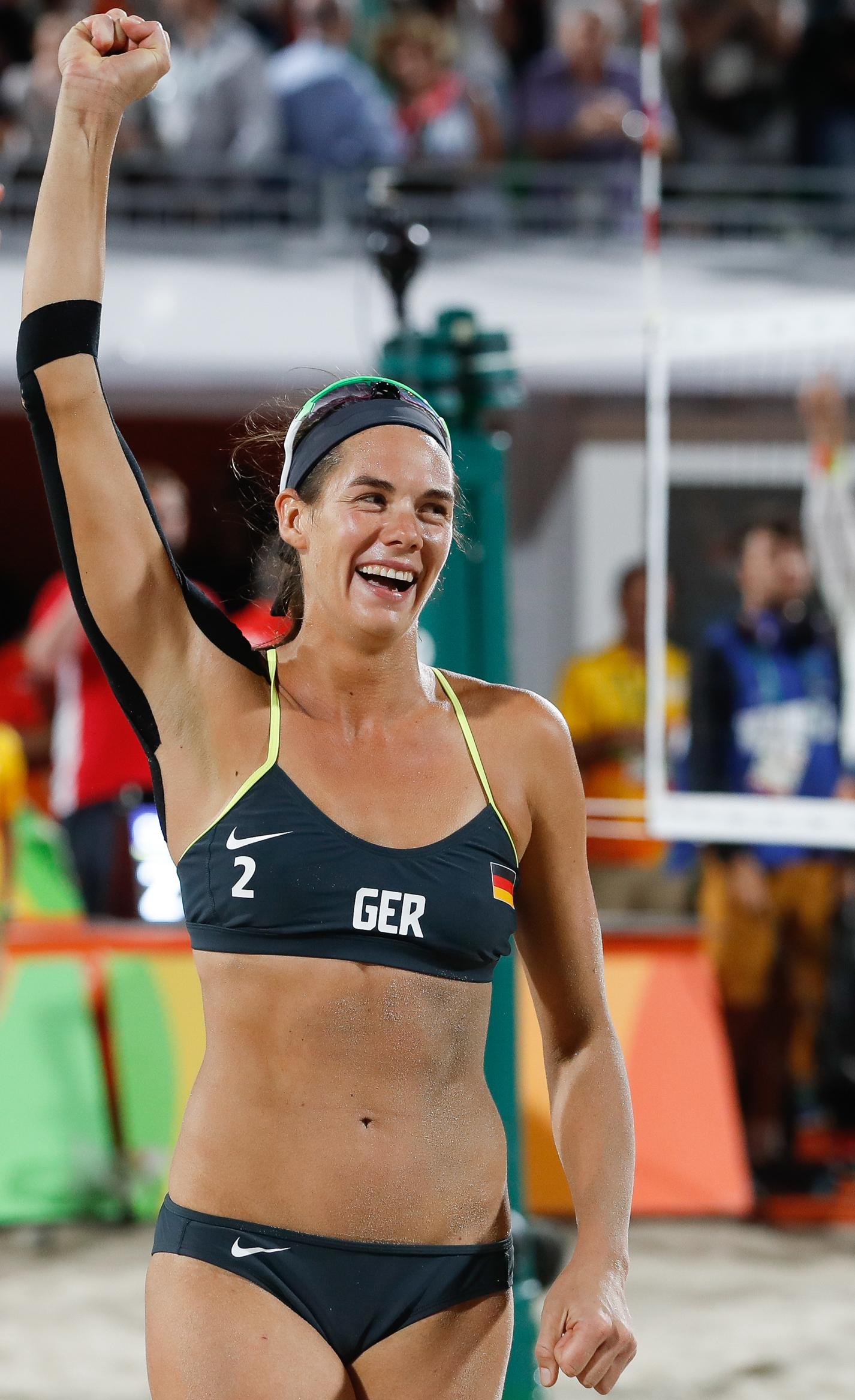
Kira Walkenhorst (beach volley).
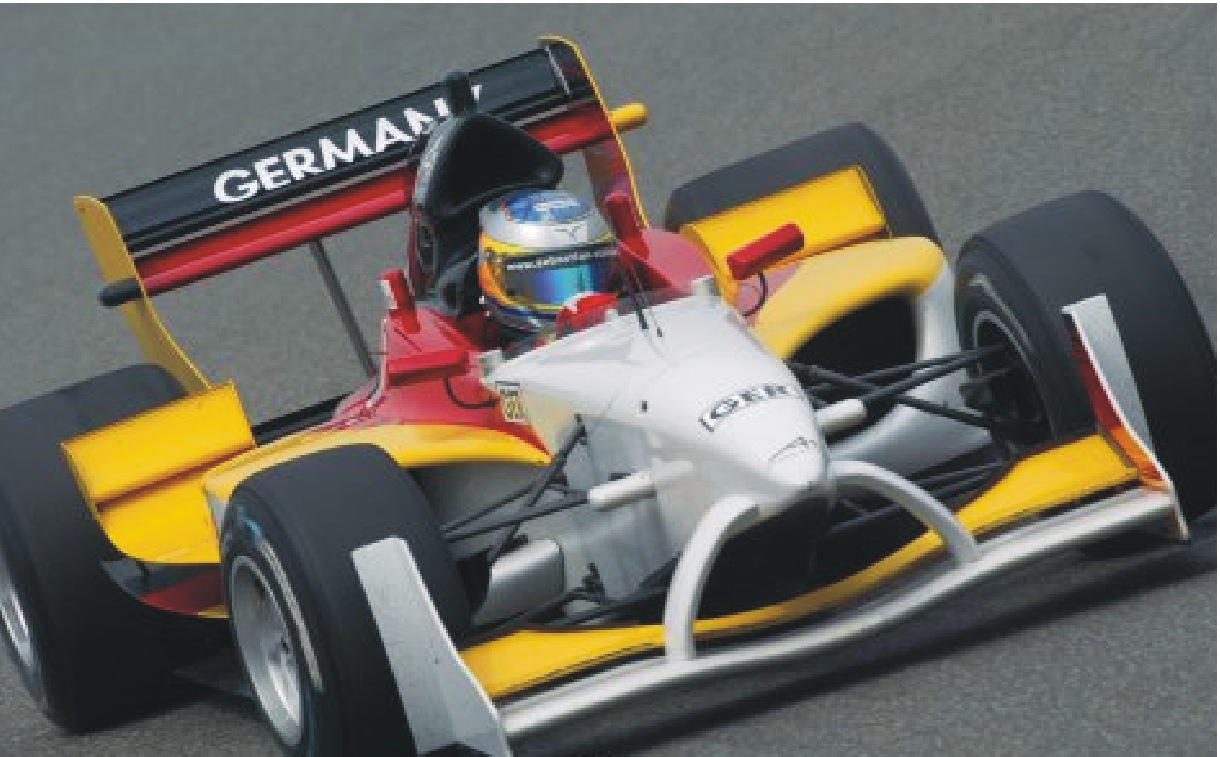
Sebastian Stahl (A1GP).